# A tu salud light
A tu salud light es un programa de televisión venezolano producido y conducido por la periodista María Laura García para la cadena de televisión por suscripción Venevisión+Plus, dedicado a los temas de salud y bienestar humanos.

## Formato
El programa se basa en el mundo de la salud, los últimos avances en materia técnologica médica, consejos para el bienestar personal, notas de ejercicios y entrevistas a profesionales del área.
Este programa se estrenó el 1 de diciembre de 2009 y se emite semanalmente los sábados a las 9:30 a. m., así como también en formato de microprogramas diarios durante la programación de Venevisión Plus. Adicionalmente estos micros también se presentan durante el Noticiero Venevisión en el canal de señal abierta del mismo nombre.